# GSC2412-107
GSC2412-107 — хімічно пекулярна зоря спектрального класу A1, що має видиму зоряну величину в смузі V приблизно  0,0.